# Oostersch
Oostersch. Verzen naar Perzische en Arabische dichters is een in januari 1924 verschenen bundel kwatrijnen van J.H. Leopold.

## Inhoud
De gedichtenbundel bestaat uit twee afdelingen, een titelloze met inleidende verzen van Leopold en 15 kwatrijnen, en een 'Soefisch' genaamde afdeling met inleidende verzen van Afzal en 31 kwatrijnen. De auteursnamen van de oorspronkelijke kwatrijnen zijn steeds vermeld met de leefjaren erbij, uitgezonderd de twee waarvan de bron niet meer achterhaald kon worden. De verhouding tussen Leopolds werk en zijn Engelse, Franse en Duitse bronnen is volgens R.I. Leopold, een neef van de dichter, van dien aard dat vergelijking uitwijst 'dat dikwijls van een Oostersch origineel slechts de hoofdgedachte in het Hollandsch is overgebracht, soms alleen één couplet of twee of drie strophen. Vandaar de zoo buitengewoon gelukkige verzameltitel "Oostersch". Dit zijn geen vertalingen, niet eens bewerkingen, alleen de essence van het oude Oostersche vers is hier weergegeven.'
De bundel moest de indruk wekken een soort liedboek te zijn. Dit blijkt uit de brief waarin de dichter zijn uitgever bedankt voor het auteursexemplaar en een opmerking maakt over de typografische organisatie om alle gedichten achter elkaar te drukken: 'het ensemble maakt zoo veel meer den indruk van een "liedeboek" als hoedanig het ook bedoeld is en een titel boven een gedicht heb ik eigenlijk altijd een onding gevonden of liever een tekortkoming van het werk zelf.'

## Ontstaansperiode
De scheppingsperiode valt slechts bij benadering aan te geven, maar ligt volgens de tekstbezorgers Sötemann en Van Vliet in de periode 1915-1919. De voltooiing van de bewerkingen was al jaren voor de publicatie afgerond. Vermoedelijk begon Leopold pas nadat hij in 1914 Cheops had voltooid aan deze gedichten, al is een eerder begin ook mogelijk: de bronnen dateren veelal uit de jaren 1905 en 1906. Leopold baseerde zijn bewerkingen op Franse, Engelse en Duitse rijm- en prozavertalingen van de Perzische en Arabische gedichten.
Reeds in 1921 was er sprake van een publicatie van deze bundel bij De Zilverdistel en die bracht het zelfs tot een 'Kerstmis 1921' gedateerde drukproef van het colofon, maar moeilijkheden bij deze kleine uitgeverij verhinderden de voortgang. Van Eyck werd buitenlands correspondent en Jean François van Royen richtte een nieuwe uitgeverij op, de Kunera Pers.
Op 16 augustus 1921 stuurde Leopold kopij aan Van Royen. Deze stelde Leopold vervolgens voor om de naam van de oorspronkelijke Perzische of Arabische dichter achter de naam van elk gedicht te vermelden in de inhoudsopgave. Op 27 augustus wees Leopold dit af, om de lezer 'niet met namen lastig te vallen, die toch niets zeggen en om zelf niet den schijn van uiterlijk vertoon op te loopen. En ook na uw brief denk ik er nog zoo over; evenwel ik voeg hierbij een lijstje van de auteurs; voelt U er iets voor dit in den inhoud op te nemen, dan kunnen wij altijd nog zien, hoe zich dat voordoet.' Kennelijk deed zich dat zo voor dat Leopold zijn aarzeling overwon, want de uitgave verscheen met opgave van de oorspronkelijke auteurs. Van twee kwatrijnen kon hij zich de auteurs niet meer herinneren en Van Royen zag zich genoopt om arabisten te raadplegen over de spelling van de namen en de leefjaren van de auteurs. Het gevolg van deze presentatiewijze was dat onbedoeld de indruk ontstond dat Leopold rechtstreeks uit het Perzisch en Arabisch vertaalde.
Op 15 oktober 1921 stuurde Leopold de verbeterde drukproeven terug en vroeg eveneens proeven van het titelblad en de inhoud ter correctie te krijgen. Ook na herhaald aandringen van Van Royen wist Leopold de bronnen van de twee kwatrijnen niet meer terug te vinden en uiteindelijk stelde hij op 14 maart 1922 voor die kwatrijnen maar weg te laten als dat een bezwaar was.
In 1923 verscheen een prospectus van de nieuwe uitgeverij en op 9 januari bedankte Leopold Van Royen voor het ontvangen auteursexemplaar, al had hij op twee exemplaren gehoopt. Daarop werd hem een tweede exemplaar bezorgd. Aan de dichter A. Roland Holst schreef Leopold in mei dat de lange productietijd hem het plezier in het project had ontnomen: 'Met genoegen vernam ik, dat U wat voelen kunt voor het nieuwe "Oostersch"; voor mij is door het traîneeren twee en een half jaar lang het nieuwtje eraf.'

## Publicatiegeschiedenis
De eerste uitgave volgde de voor Cheops in De Zilverdistel gehanteerde oplage: 70 exemplaren, waarvan 50 arabisch genummerd 1 tot en met 50 en de overige, romeins genummerd I tot en met XX, bleven eigendom van de drukker. De in perkament gebonden bundel kostte zestien gulden en raakte snel uitverkocht. Binnen een jaar steeg de prijs naar zestig gulden.
In 1926, het jaar na Leopolds overlijden, verscheen de bundel als afdeling 'Oostersch I' in Verzen. De dichter Martinus Nijhoff tekende in een recensie bezwaar aan tegen het weglaten van de opgave van de oorspronkelijke auteurs, waarop uitgever W.L. Brusse mededeelde dat dit geen nalatigheid was, maar dat dichter dit zelf 'uitdrukkelijk verlangd' had.